# (18365) Shimomoto
(18365) Shimomoto est un astéroïde de la ceinture principale.

## Description
(18365) Shimomoto est un astéroïde de la ceinture principale. Il fut découvert le 17 novembre 1990 à Geisei par Tsutomu Seki. Il présente une orbite caractérisée par un demi-grand axe de 3,01 UA, une excentricité de 0,04 et une inclinaison de 11,2° par rapport à l'écliptique.

## Compléments